# پادشاه قصر چودونگ
پادشاه قصر چودونگ (کره‌ای: 추동궁 마마؛ انگلیسی: The King of Chudong Palace) یک مجموعه تلویزیونی کره جنوبی سال ۱۹۸۳ و اولین بخش از سری مجموعه‌های تلویزیونی ۵۰۰ سال چوسان به کارگردانی لی بیونگ هون و نویسندگی شین بونگ سونگ است. این مجموعه از ۳۱ مارس تا ۱ ژوئیه ۱۹۸۳ از ام‌بی‌سی برای ۲۷ قسمت پخش شد. پادشاه قصر چودونگ سقوط گوریو و تأسیس چوسان با سلطنت ته‌جو، جونگ‌جونگ و ته‌جونگ را به تصویر می‌کشد.

## بازیگران
- بانگ هون در نقش پادشاه یو گوریو
- جون هیون در نقش پادشاه چانگ گوریو
- کیم چانگ سوک در نقش گون‌بی یی
- کیم وونگ چول در نقش پادشاه گونگ‌یانگ گوریو
- کیم یونگ ئه در نقش سون‌بی نو
- هان یونگ سوک در نقش جونگ‌بی آن
- کیم جی یونگ در نقش هه‌بی یی
- کانگ سوک ران در نقش یونگ‌بی چوی
- لی چی وو در نقش وانگ یو، شاهزاده جونگ‌یانگ
- لی کیونگ هو در نقش وانگ سوک، شاهزاده جونگ‌سونگ
- کیم گیل هو در نقش چوی یونگ